# Adenocarcinoma polmonare
Per  adenocarcinoma polmonare  in campo medico, si intende una neoplasia maligna a carattere invasivo che colpisce i bronchi, esso conta il 40% dei vari tipi ed è la forma più comune nelle persone non fumatrici.

## Tipologia
Il WHO nella classificazione del 1999 ha differenziato la neoplasia in due sottoforme: acinare, papillare, solida e mista (la più diffusa).

## Prognosi
La prognosi cambia a seconda degli stadi evolutivi, con eccezione dei primi la prognosi è peggiore rispetto a forme similari.